# Seine erste Frau
Seine erste Frau (engl. Cakes and Ale) ist ein Roman von William Somerset Maugham, der 1930 bei Heinemann in London und im selben Jahr bei Doubleday Doran in New York City erschien. Rosie und die Künstler ist eine weitere Übertragung dieser dezenten Literatursatire ins Deutsche (Diogenes Verlag, Zürich).

## Inhalt
Der bekannte Schriftsteller Alroy Kear – Roy genannt – ruft den Ich-Erzähler zu sich. Letzterer, der zirka 55-jährige Autor Willie Ashenden, eilt herbei. Der knapp 50-jährige Roy redet über Gott und die Welt. Willie, der seine Glossen über ehrgeizige Autoren wie Roy macht, rätselt, weswegen er eigentlich gerufen wurde. Schließlich bringt Roy den berühmten Autor Edward Driffield ins Gespräch. Ted, wie Edward genannt wird, erst im hohen Alter „als einer der hervorragendsten Romanciers der spätviktorianischen Epoche anerkannt“, ist leider verstorben. Dessen erste Gattin Rosie, vormals Kellnerin, habe ihn zu Lebzeiten „gründlich betrogen“. Roy weiß, Willie hat Ted früher gut gekannt. Teds zweite Frau, die Witwe Mrs. Amy Driffield, eine gelernte Krankenschwester, hat Roy zu Teds Biographen auserkoren. Roy hatte aber Ted erst kennengelernt, als dieser bereits über sechzig Jahre alt gewesen war. Also benötigt er Willies intime Kenntnis über diese weit zurückliegenden Zeiten. Über Rosie und Teds viele gemeinsame Ehejahre weiß der angehende Biograph Roy nichts. Das ist sehr fatal, weil Teds bedeutendste Werke gerade aus jener fernen Zeit stammen. Roy glaubt, Rosie sei längst verstorben. Aus allen diesen Gründen überredet er Willie, Amy in Ferne Court bei Blackstable – damals ein Dorf an der Küste im nordöstlichen Kent – aufzusuchen. Amy hatte Ted vor zirka 20 Jahren von einer Krankheit gesund gepflegt. Zum Dank hatte er sie geheiratet. Ferne Court ist der Geburtsort des berühmten Toten. Teds Vater war in dem Landstrich Gutsverwalter gewesen.
Willie, der aus dem nicht weit von Blackstable entfernten Tercanbury stammt, erinnert sich der Zeit als 16-jähriger Junge. Damals hatte er die Schulferien im nahe gelegenen Blackstable im Haus seines Onkels, eines Vikars, verbracht und Ted mit seiner üppigen blonden ersten Frau Rosie kennengelernt. Rosie war damals Anfang dreißig. Der gutmütige Ted hatte Willie das Radfahren beigebracht.
Natürlich hatte man in Blackstable geklatscht. Man munkelte damals, Rosie sei mit jedem gegangen – zum Beispiel mit dem großspurigen Kohlenhändler George Kemp, Lord George genannt. Diesen verheirateten Mann mit drei Kindern habe Rosie bereits vor ihrer Ehe gekannt und geliebt.
Eines Tages war das Ehepaar Driffield, Schulden hinterlassend, in Richtung London verschwunden und war nicht nach Blackstable zurückgekehrt. Willie hatte das Paar jahrelang aus den Augen verloren, aber als 20-jähriger Medizinstudent – im St.-Luke-Krankenhaus assistierend – wieder in London-Pimlico getroffen. Rasch hatte der vor dem Examen stehende Arzt in spe Zugang zu Teds Freundeskreis gefunden. Die Herren hatten überdies die damals um die 35 Jahre alte Rosie verehrt. Willie hatte da keine Ausnahme gemacht. Er beschreibt diese Frau als „ein junges Weib, reif zur Liebe,...“ Rosie findet sich zum Beischlaf mit Willie ohne weiteres bereit. Das Verhältnis dauert über ein Jahr an. Währenddessen ist Willie nicht der einzige aus Teds Freundeskreis, der mit Rosie schlafen darf. Willie reagiert eifersüchtig. Rosie nimmt es gelassen hin.
Rosie brennt mit Lord George in Richtung USA durch. Wiederum wird Willie von Eifersucht geplagt. Ted ist über längere Zeit erkrankt. In Penzance wird er vom Amy gesund gepflegt. Ted heiratet schließlich seine Krankenschwester (siehe oben).
Rosie ist gar nicht tot. Willie begegnet ihr auf einer Lesereise in Yonkers bei New York. An der Seite von Lord George ist sie in den Staaten glücklich und wohlhabend geworden. Der Kohlenhändler ist allerdings verstorben. Willie erfährt von Rosie bislang unbekannte Details. In London hatte sie mit Ted ein kleines Mädchen gehabt, das 6-jährig an Hirnhautentzündung gestorben war. Rosies Ehe war an dem schmerzlichen Verlust zerbrochen. Mit der Darstellung suggeriert Maugham, Teds Krankheit sei ebenfalls Folge des Verlusts von Frau und Kind.

## Zitat
- Maugham über die Schriftsteller: „...sämtliche Gestalten, die wir schaffen, sind nur Kopien unsrer selbst.“[4]

## Form
Informationen werden tröpfchenweise preisgegeben. Der Ich-Erzähler Willie Ashenden teilt seinen Familiennamen im vierten und seinen Vornamen im achten der 26 Kapitel mit. Als Alroy Kear den Erzähler zu sich bittet, rätselt der Besucher über den Zweck der Einladung. Und als Ashenden schließlich zur Sache kommt, das heißt über Edward Driffield und seine erste Frau Rosie erzählt, kann sich der Leser zurücklehnen. Geboten wird lang andauerndes gemächliches Geplauder – eine Literatursatire zum Schmunzeln. Von der Pointe wird der raffiniert eingelullte Leser umso mehr überrascht: Ashenden war einer der vielen Liebhaber Rosies.
Im Vorwort rechtfertigt sich Maugham. Sein Edward Driffield sei weder Thomas Hardy, George Meredith noch Anatole France nachempfunden. Analoges gelte für Alroy Kear. Diese Gestalt sei aus vier Autoren „zusammengesetzt“.

## Verfilmung
1974 wurde das Buch für das Fernsehen verfilmt. Michael Hordern spielte den Willie, Mike Pratt den Ted, Judy Cornwell die Rosie, Lynn Farleigh die Amy, Peter Jeffrey den Roy, James Grout den Lord George und Paul Aston den Willie als Junge.

## Deutsche Ausgaben
- Rosie und die Künstler. Aus dem Englischen von Hans Kauders und Claudia Schmölders. 207 Seiten. Diogenes-Verlag, Zürich 1973, ISBN 3257200862

## Verwendete deutsche Ausgabe
- Seine erste Frau. Roman. Aus dem Englischen von Hans Kauders. Verlag Volk und Welt, Berlin 1974 (1. Aufl.). 319 Seiten (Lizenzgeber: Gebrüder Weiss Verlag, Berlin)